# Atomic Tom
Atomic Tom – amerykański zespół rockowy powstały w Nowym Jorku.

## Muzycy
- Luke White – wokal
- Eric Espiritu – gitara
- Philip Galitzine – gitara basowa
- Tobias Smith – perkusja

## Dyskografia

### Albumy
- Rarities and B-Sides (2008)
- The Moment (2010)

### Single
- You Always Get What You Want (2007)
- Take Me Out (2010)

### Minialbumy
- Anthems For The Disillusioned (2005)